# Stewart Cink

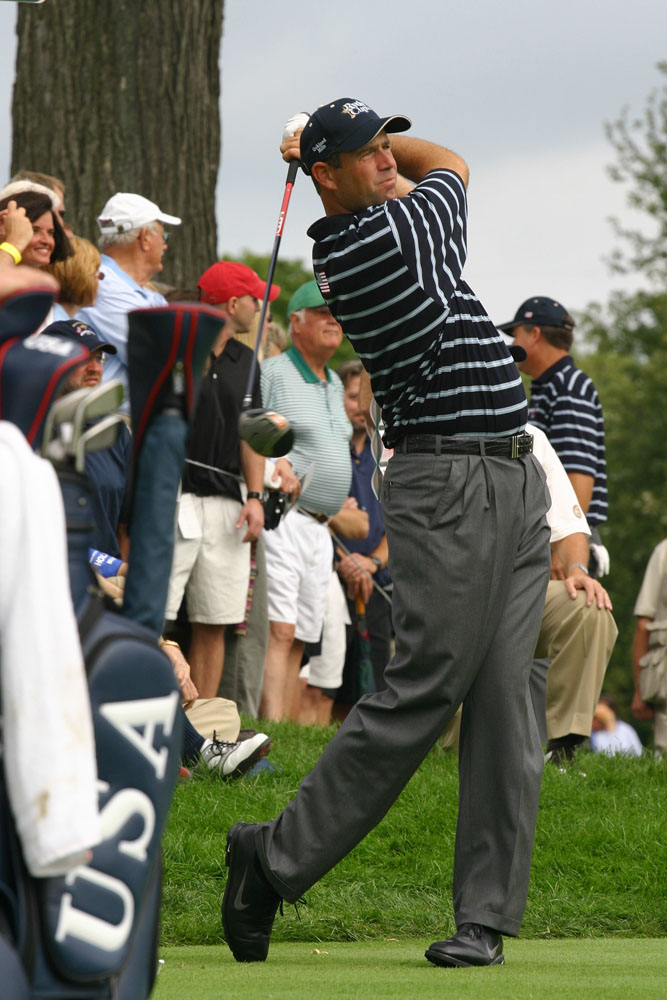
Stewart Cink vid 2004 års Ryder Cup.

Stewart Ernest Cink, född 21 maj 1973 i Huntsville, Alabama, är en amerikansk professionell golfspelare. Han låg på topp 10 på golfens världsranking under 39 veckor mellan 2004 och 2008.

## Biografi

### Tidiga år
Cink föddes i Huntsville i Alabama och växte upp i Florence i samma delstat. Han studerade på Georgia Institute of Technology i Atlanta, där han spelade universitetsgolf. Han blev professionell 1995.

### Professionell karriär
Efter att ha vunnit Mexican Open och tre tävlingar på Nike Tour (nu kallad Web.com Tour) 1996, började Cink spela på PGA Tour 1997, och vann Canon Greater Hartford Open under sin första säsong. Cink fortsatte att spela framgångsrikt under de närmaste åren, med ytterligare en seger år 2000. Säsongen 2004 är hans bästa år hittills, då han slutade på femteplats på penninglistan och vann WGC-NEC Invitational och MCI Classic, samtidigt som han noterar ytterligare 9 stycken top-10-placeringar.
I februari 2008 förlorade Cink mot Tiger Woods i finalmatchen i WGC-Accenture Match Play Championship, som spelades i Marana, Arizona. Cink förlorade 8&7 mot Woods som då var rankad som världsetta. Cink vann senare samma år Travelers Championship och segern gjorde att han i början av juli 2008 var han rankad som världsfemma, hans högsta noterade ranking.
Cinks mest prestigefyllda seger kom den 19 juli 2009 då han vann på Turnberry Resort i The Open Championship i ett särspel över Tom Watson. Cink gjorde birdie på det 72:a hålet, medan Watson gjorde bogey, vilket resulterade i ett särspel. Särspelet spelas över fyra hål och den spelare med lägst resultat efteråt blir vinnaren; Cink gick på 14 slag och Watson på 20 slag.
I april 2016 blev Cinks fru Lisa diagnosticerad med bröstcancer, vilket fick Cink att avbryta tävlingssäsongen för att vara till stöd åt henne.

## Vinster

### Majorvinster
| År   | Mästerskap            | Vinstresultat   | Mot par | Segermarginal | Runner-up  |
| ---- | --------------------- | --------------- | ------- | ------------- | ---------- |
| 2009 | The Open Championship | 66-72-71-69=278 | -2      | Särspel       | Tom Watson |

### PGA Tour
| No. | Datum           | Tävling                     | Vinstresultat   | Mot par | Segermarginal | Runner(s)-up                              |
| --- | --------------- | --------------------------- | --------------- | ------- | ------------- | ----------------------------------------- |
| 1   | 27 juli 1997    | Canon Greater Hartford Open | 69-67-65-66=267 | -13     | 1 slag        | Tom Byrum, Brandel Chamblee, Jeff Maggert |
| 2   | 16 april 2000   | MCI Classic                 | 71-68-66-65=270 | -14     | 2 slag        | Tom Lehman                                |
| 3   | 18 april 2004   | MCI Heritage (2)            | 72-69-69-64=274 | -10     | Särspel       | Ted Purdy                                 |
| 4   | 22 augusti 2004 | WGC-NEC Invitational        | 63-68-68-70=269 | -11     | 4 slag        | Rory Sabbatini, Tiger Woods               |
| 5   | 22 juni 2008    | Travelers Championship (2)  | 66-64-65-67=262 | -18     | 1 slag        | Tommy Armour III, Hunter Mahan            |
| 6   | 19 juli 2009    | The Open Championship       | 66-72-71-69=278 | -2      | Särspel       | Tom Watson                                |

### Nike Tour
| No. | Datum            | Tävling                | Vinstresultat   | Mot par | Segermarginal | Runner(s)-up                          |
| --- | ---------------- | ---------------------- | --------------- | ------- | ------------- | ------------------------------------- |
| 1   | 23 juni 1996     | Nike Ozarks Open       | 68-67-69-68=272 | -16     | Särspel       | R. W. Eaks                            |
| 2   | 8 september 1996 | Nike Colorado Classic  | 67-68-67-66=268 | -16     | 1 slag        | David Berganio, Jr., Michael Christie |
| 3   | 20 oktober 1996  | Nike Tour Championship | 66-71-71-73=281 | -7      | 4 slag        | David Berganio, Jr.                   |

## Lagtävlingar
- Presidents Cup: 2000, 2005, 2007, 2009
- Ryder Cup: 2002, 2004, 2006, 2008, 2010
- WGC-World Cup: 2005, 2006
- Wendy's 3-Tour Challenge (representerar PGA Tour): 2006, 2008, 2009